# Cydosia primaeva
Cydosia primaeva là một loài bướm đêm trong họ Erebidae.